# Ladislav Šomšák
Ladislav Šomšák (ur. 3 marca 1932 w Nálepkovie, zm. 2 grudnia 2005) – słowacki pisarz, profesor nadzwyczajny geobotaniki Uniwersytetu Karola w Pradze.
Ladislav Šomšák urodził się w miejscowości Nálepkovo, czyli ówczesnym Vondrišel. Po ukończeniu szkoły pracował jako robotnik leśny, a następnie od 1953 do 1958 studiował biologię na Wydziale Nauk Uniwersytetu Karola. W 1963 uzyskał habilitację, rok później zaś został profesorem nadzwyczajnym geobotaniki. W 1983 został doktorem nauk technicznych, a rok później został profesorem zwyczajnym botaniki. Był również nauczycielem akademickim.